# Leptotarsus (Maoritipula) maori
Leptotarsus (Maoritipula) maori is een tweevleugelige uit de familie langpootmuggen (Tipulidae). De soort komt voor in het Australaziatisch gebied.